# Historia del transporte ferroviario en Namibia

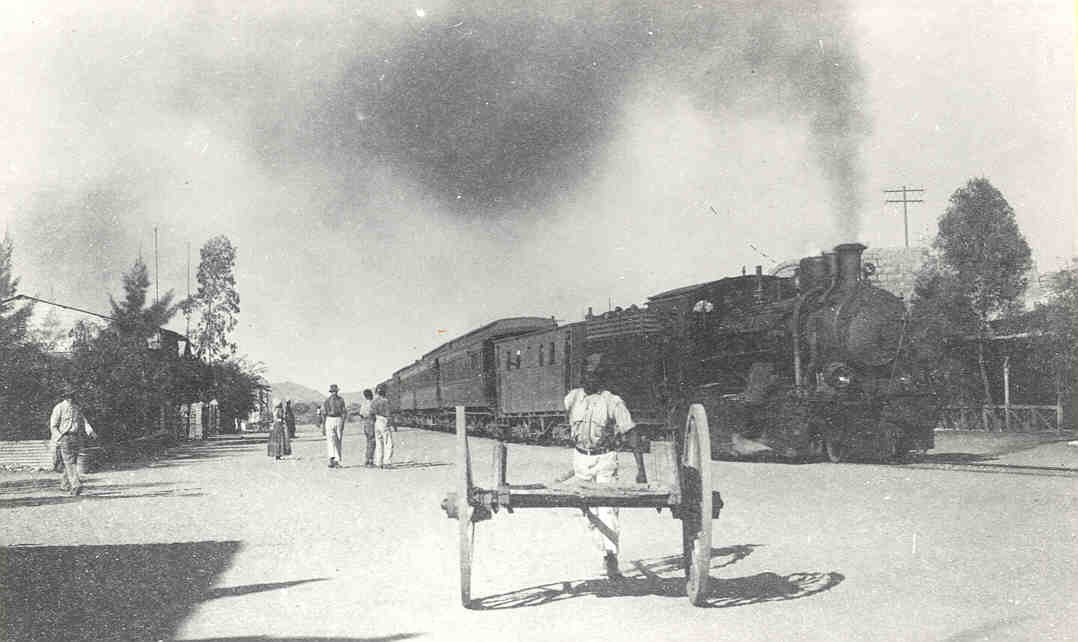
Estación de ferrocarril Karibib, c. 1920

La historia del transporte ferroviario en Namibia comenzó con una pequeña línea ferroviaria minera en Cape Cross en 1895. El primer proyecto ferroviario importante se inició en 1897 cuando la  Autoridad Colonial Alemana construyó el Staatsbahn (Ferrocarril del Estado) de 600 mm de ancho de vía desde Swakopmund hasta Windhoek. En 1902 se terminó  de completar la línea.
Paralelamente a esta iniciativa gubernamental, se estableció la Otavi Mining and Railway Company (O.M.E.G.). Construyó otra línea de 600 mm de ancho, el Otavibahn, desde Swakopmund a Tsumeb vía Otavi entre 1903 y 1906, y un ramal de Otavi a Grootfontein en 1907/08.
El ferrocarril colonial alemán fue tomado por los Ferrocarriles de Sudáfrica después de la Primera Guerra Mundial, y se unió a la red de Sudáfrica. Después de la independencia de Namibia, TransNamib tomó el control de la red nacional de ferrocarriles, que para entonces ya se había convertido en una red de 1067 mm de ancho de vía.

## Periodo Colonial Alemán

### Comienzos
La estructura básica del sistema ferroviario de Namibia se remonta a la época en que el país era una  Colonialismo|colonia]] del Imperio Alemán conocida como África del Sudoeste Alemana.
Esta parte árida del continente africano no era muy productiva para la agricultura. Inicialmente, el transporte terrestre se realizaba totalmente en carretas de bueyes. En 1895 se abrió una pequeña línea de ferrocarril minero en Cape Cross. Poco después, el sistema de transporte en carretas de bueyes se derrumbó totalmente, a raíz de una epidemia de peste bovina en 1897.
Como era necesario reaccionar rápidamente a la situación de transporte, ahora extremadamente precaria, se tomaron las siguientes decisiones:
1. Construir una línea de ferrocarril desde el puerto alemán de Swakopmund hasta Windhoek,
2. Para utilizar el material militar Feldbahn de 600 mm (1 pie 11 5⁄8 in) de calibre existente.
3. Para confiar a una brigada ferroviaria los trabajos de construcción, que comenzaron en septiembre de 1897.
4. El servicio de trenes en toda la nueva línea, que se llamó Staatsbahn (Ferrocarril del Estado), comenzó el 19 de junio de 1902.

### Desarrollo de la red

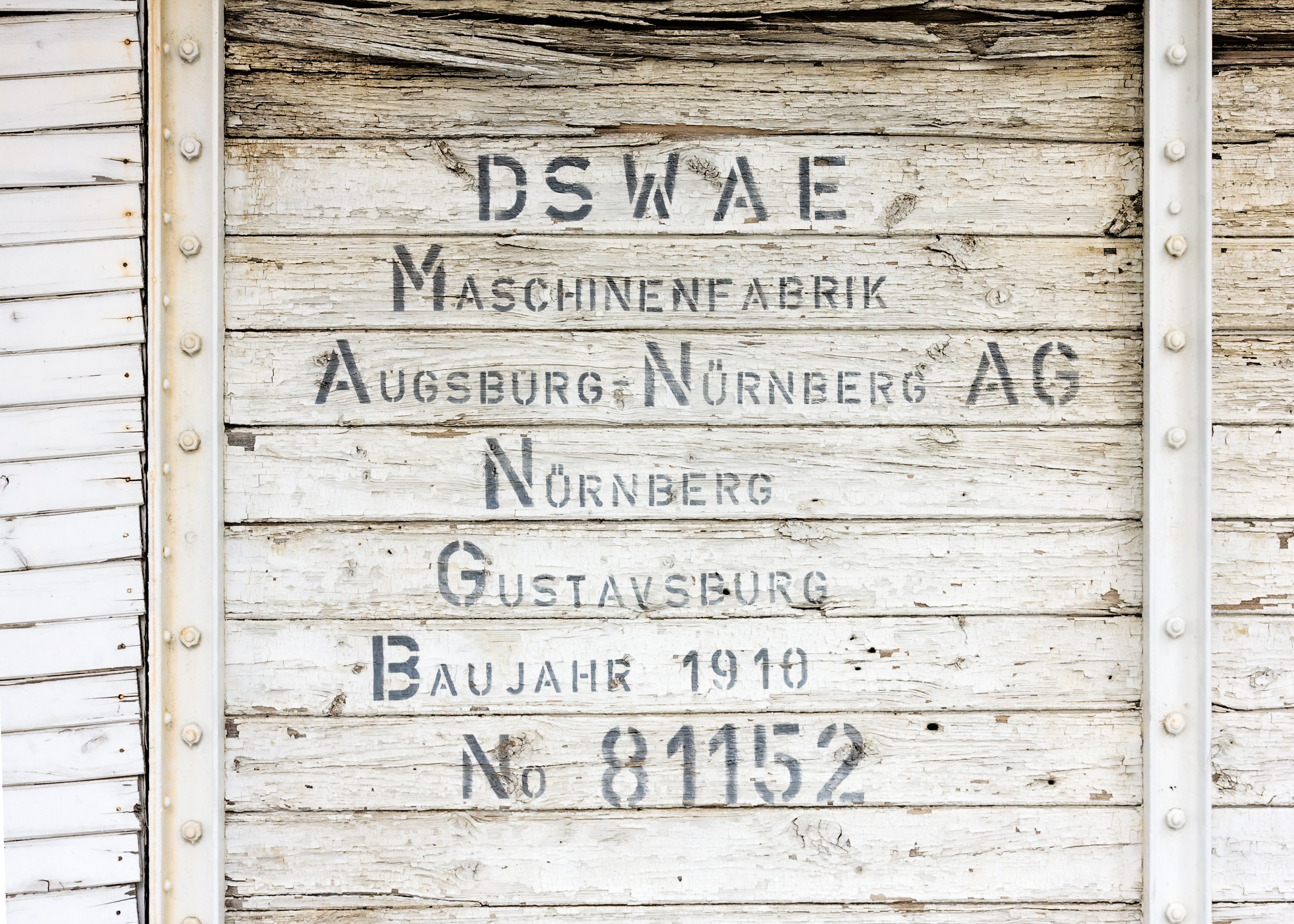
Inscripción en el vagón de mercancías de Namibia, construido por Maschinenfabrik Augsburg-Nürnberg (MAN) en 1910.

La construcción de los ferrocarriles que conectaban con la Staatsbahn estaba destinada en parte a objetivos estratégicos militares tras el levantamiento de los Herero y Nama, y en parte a necesidades económicas.
Para la Primera Guerra Mundial, se habían desarrollado las siguientes líneas (listadas por el primer año de operación completa):
- 1902: Línea Swakopmund-Windhoek, calibre de 600 mm (1 pie 11 5⁄8 in), sección Karibib-Windhoek recalibrada en 1911 a 3 pies 6 in (1.067 mm) de calibre.
- 1906: Otavibahn, calibre 600 mm.
- 1905: La sección Onguati-Karibib.
- 1908: Rama de Otavi-Grootfontein.
- 1907: Lüderitzbahn, 1.067 mm.
- 1909: Rama de Seeheim-Kalkfontein.
- Hacia 1911: Kolmannskuppe-Elisabethbucht-Bogenfels, ferrocarril industrial de los campos de diamantes.
- 1912: Ferrocarril Windhoek-Keetmanshoop, 1.067 mm de ancho.
- 1912: Transbordador Rehoboth, 600 mm (1 pie 11 5⁄8 in) de ancho (cuestionable).[3]
- 1914: Otjiwarongo-Outjo-Okahakana, calibre 600 mm (proyecto iniciado, pero no completado debido a la guerra).

### Ferrocarril industrial de los campos de diamantes
El ferrocarril industrial de 600 mm de ancho de los campos de diamantes, entre Kolmannskuppe y Bogenfels, se electrificó a partir de 1911, convirtiéndose así, hasta el día de hoy, en el único ferrocarril eléctrico de Namibia. Como la extracción de diamantes siempre se estaba desplazando hacia el sur, la parte norte de la línea hasta Pomona fue abandonada en 1931, y algunos de sus materiales se utilizaron para la prolongación del ferrocarril hacia Oranjemund. La sección meridional funcionaba con tracción diésel.
El ferrocarril industrial ya no existe hoy en día; el levantamiento de la línea se realizaba con buldócers y  camiones de 1067 mm de ancho.

## Después de la Primera Guerra Mundial

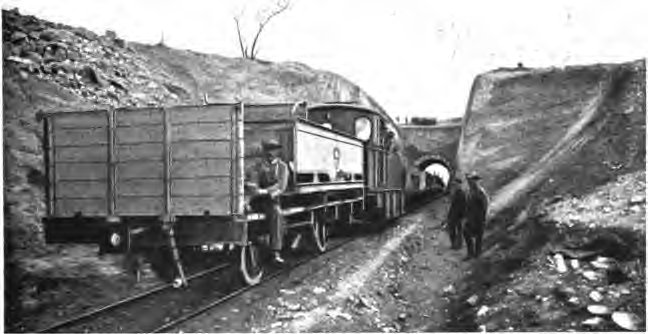
Línea Windhoek-Keetmanshoop, c. 1916.

Con el estallido de la Primera Guerra Mundial, la unidad militar alemana Schutztruppe se retiró de la costa hacia el interior. En el proceso, los Schutztruppe destruyeron el Otavibahn, y el viejo Staatsbahn hacia Karibib, hasta Rössing. Las tropas británicas avanzaron inmediatamente desde el enclave británico de Walvis Bay, y para finales de 1914 habían construido un ferrocarril de 37 km de largo y 1067 mm de ancho hasta Swakopmund. El Otavibahn también fue reconstruido en 1067 mm hasta Usakos, y el tramo entre Usakos y Karibib fue realineado. La red al norte de Usakos se mantuvo en 600 mm de ancho; el taller de ambos medidores se consolidó en Usakos, y el de Karibib se cerró.
La vecina Sudáfrica era también un enemigo del Imperio Alemán. A partir de ahí, se construyó una nueva vía férrea - como una extensión de la vía  De Aar-Prieska - para lograr una ruta de suministro segura para las tropas sudafricanas. En 1916, la línea se conectó a la red alemana en Kalkfontein (ahora Karasburg).

## Expansión de la red

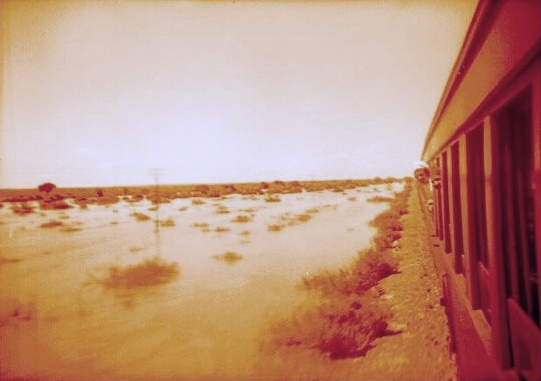
Tren de pasajeros en Namibia en la época de la ocupación sudafricana

Bajo la ocupación sudafricana/británica, se establecieron las siguientes líneas (enumeradas por el primer año de funcionamiento completo):
- 1914: Walvis Bay-Swakopmund en 1067 mm.
- 1915: Swakopmund-Karibib: Reconstrucción en 1067 mm.
- 1915/1916: (De Aar)-Nakop (border)-Kalkfontein en 1067 mm
- 1921: Otjiwaronge-Outjo calibre 600 mm (basado en preparaciones alemanas).
- 1929: Ferrocarril Windhoek-Gobabis en 1067 mm
- A partir de 1958: el Otavibahn al norte de Usakos fue gradualmente reajustado a 1067 mm, y la nueva línea se colocó paralela a la línea existente, pero en gran parte sobre nuevos cimientos; la nueva línea estuvo en funcionamiento desde 1961.

### Período del mandato
A partir de agosto de 1915 la red ferroviaria de Namibia fue operada de facto por los Ferrocarriles Sudafricanos, y este arreglo se hizo oficial en 1922.
A partir de 1959, las locomotoras de vapor fueron sustituidas gradualmente por locomotoras diésel, para lo cual se construyó una casa de máquinas en Windhoek. Esto facilitó mucho las operaciones, porque en Namibia hay escasez de agua, y el carbón necesario para calentar el agua de las locomotoras de vapor también tuvo que ser adquirido en el Transvaal.

### Independencia
Después de la independencia de Namibia, TransNamib tomó el control de la red ferroviaria nacional.